# Cohen Tzedek ben Abimaï
Ne doit pas être confondu avec Kahana ben Yosseph.
Cohen Tzedek ben Abimaï ou Ivomaï (hébreu : כהן צדק בן אבמאי ; certains lisent אכמאי Ikhomaï) est un rabbin babylonien du IXe siècle.
Il dirige l’académie talmudique de Soura de 839 à 849 (ou, selon Moshe Gil, de 832 à 843) après deux ans de vacance académique, succédant à Mesharshiya Kahana et précédant Sar Shalom ben Boaz.

## Éléments biographiques
La vie de Cohen Tzedek est assez peu connue : le principal chroniqueur de cette époque, Sherira Gaon, indique seulement la date de son magistère, sa durée et le fait qu’il met fin à deux ans de vacance académique sans en préciser la raison. Nathan HaBavli évoque plus longuement Cohen Tzedek mais il a été suggéré qu’il lui attribue les faits d’un autre Cohen Tzedek, directeur de l’académie rivale de Poumbedita environ un siècle plus tard.
Cohen Tzedek appartient à une famille sacerdotale dont sont issus plusieurs directeurs académiques de Soura parmi lesquels son père, son oncle Jacob et le fils de celui-ci, Moshe dit Mesharshiya. Selon Moshe Gil, son académie soutient Daniel, le candidat à l’exilarcat issu de la maison d’Anan (avant que cette branche de la famille d’Anan ne rejoigne les Karaïtes) tandis que le collège de Poumbedita appuie Juda ben Samuel. D’aucuns ont vu dans cette dispute interacadémique la cause des deux ans de vacance au terme desquels Cohen Tzedek succède à Mesharshiya. Toutefois, cet intervalle pourrait également être dû à des dissensions académiques internes ou aux persécutions du calife Al-Ma’mūn.

## Œuvres
L’œuvre de Cohen Tzedek consiste surtout en responsa, adressés aux communautés de Kairouan ou d’Espagne. Ils ont été préservés dans divers recueils de responsa gaoniques ou sont cités par ses successeurs à la tête de Soura (Sar Shalom ben Boaz, Natronaï ben Hilaï, Amram ben Sheshna etc.) ainsi que par de nombreuses autorités médiévales dont Isaac ibn Ghiyyat, Asher ben Yehiel et Jacob ben Asher.
Rédigés dans un langage succinct et en hébreu (alors que l’usage est d’écrire en judéo-araméen), ils touchent à l’ensemble des domaines de la Loi juive mais plus particulièrement à l’ordonnancement des prières et des bénédictions. Nombre de ses décisions sont d’application à ce jour, parmi lesquelles la récitation de la bénédiction ahava rabba lors de la lecture du Shema Israël de l’office du matin et ahavat olam lors de celle du soir. Cohen Tzedek tranche de la sorte sur une question laissée sans réponse par le Talmud.
Par ailleurs, il s’oppose aux lectures publiques de la Torah lors de l’office de min'ha des jours fériés et autorise la traite du bétail à chabbat par un Gentil afin d’empêcher la souffrance des animaux.
Cohen Tzedek semble aussi avoir été le premier gaon à consacrer une étude systématique non seulement aux lois de la Pâque (comme le hametz) mais aussi à l’ordonnancement de son seder (rituel). Il prescrit ainsi de réciter, lors du Grand Hallel, la bénédiction yehaleloukha après hodou lèEl hashamayim.